# 女子監獄 (2023年電影)
《女子監獄》（英語：Prison Flowers）是2023年香港動作監獄片，由呂美鳳執導，鍾欣潼、周秀娜、吳千語、吳家麗、陳瀅領銜主演，李彩華特別演出，電影於2023年9月7日在香港、澳門和新加坡上映。本片是呂美鳳首次執導長片。

## 劇情
新入冊女囚頂姐（周秀娜飾）本為一位達官貴人，後因偽造文書被判入獄，重新適應一個前所未見的世界。幸然她逐漸得到大眾媽打BO媽（吳家麗飾）的信任，更透過自己的手段和野心，在獄中創立一套新式交易制度，一躍成為獄中舉足輕重的大人物。可是頂姐的崛起威脅到監獄裡的黑道阿嫂波嫂（鍾欣潼飾）。頂姐與波嫂兩幫人互相撕咬，三不五時在獄中開戰，令監獄中不得安寧。 此時，為人聞風喪膽的黑手劏豬環（李彩華飾）再度歸來，誓要重奪舊有勢力，她先是插贓婉禍陷害頂姐與波嫂，繼而為爭奪地盤佈置一連串恐嚇與襲擊，令獄中一切勢力平衡頓時蕩然無存，就連波嫂及BO媽都無法力抗時，頂姐及時想到二人聯手對抗劏豬環，以智取勝……

## 角色
| 演員   | 角色         | 備註 |
| 周秀娜 | 戴艷群       | 本片主角之一 頂姐 囚犯編號：28237 原為商人，後因偽造文書被控串謀詐騙入獄 馮麗媚之乾女兒，囚禁於二號倉 因參與集體毆鬥以向朱綺雯報仇，遭加監37個月 出獄後成為了賽車手 |
| 鍾欣潼 | 梁鳳鳴       | 本片主角之一 波嫂 囚犯編號：26584 黑幫老大邵波之妻，因邵波非法藏有槍械而遭牽連入獄 囚禁於二號倉，負責大欖女懲教所廚房事務 為人重情義 因參與集體毆鬥以向朱綺雯報仇，遭加監37個月 出獄後踏上了學車生涯 |
| 吳千語 | 陳旻言       | 本片主角之一 Kelly 囚犯編號：27673 馮麗媚之乾女兒，囚禁於二號倉 出獄後成為作家，並出書敘述獄中經歷 |
| 吳家麗 | 馮麗媚       | Bo媽、媽打 囚犯編號：21303 陳寶玲之母親 囚禁於二號倉，負責女懲教所洗衣房事務 與女兒長期遭丈夫虐打，後在一次反抗中因保護女兒而誤殺丈夫，因而入獄 戴艷群、陳旻言、周瑩、李麗瑜之乾媽 為人仗義，常把其他同倉女囚友收為自己的乾女兒，深受其他女囚友愛戴 本準備出獄，但當天目睹女兒入獄，激動之際因襲擊獄警而被判加監兩個月 在目睹朱綺雯欲逼陳寶玲吞下康樂棋棋子以使其流產後，代陳寶玲吞下棋子而死亡 |
| 陳瀅   | 陳寶玲       | Bobo 馮麗媚之女兒 入獄後成為朱綺雯之手下，囚禁於一號倉 因受朱綺雯指使欲於獄中刺死戴艷群後，發現自己懷有身孕 |
| 李彩華 | 朱綺雯       | 本片終極大反派 劏豬環、環姐 囚犯編號：24834 囚禁於一號倉 積犯，常於女懲教所中挑起事端，曾先後蓄意刺傷梁鳳鳴、刺傷黃珊珊致其毀容，以及間接令馮麗媚死亡 因犯事害死自己外婆 因參與集體毆鬥並教唆他人自殺，最終在打架時被天花墜落之物壓死。 |
| 陳庭欣 | 黃珊珊       | 喪婆 梁鳳鳴之手下，囚禁於二號倉 因一次言語挑釁朱綺雯害死外婆一事而遭其刺傷致毀容 |
| 夏嫣   | 周瑩         | 爆珠 馮麗媚之乾女兒，囚禁於二號倉 |
| 郭奕芯 | 李思瑜       | 豆釘 馮麗媚之乾女兒，囚禁於二號倉 |
| 袁嘉敏 | 許冰         | 細蜂 朱綺雯之手下 囚禁於一號倉 |
| 陳嘉莉 | 徐倩汶       | 傻汶 朱綺雯之手下 囚禁於一號倉 |
| 洛兒   |              | 阿儀 獄中囚犯 |
| 陳欣妍 |              | 紫菜 獄中囚犯 |
| 湯怡   | Jessie       | 邵波之情婦，與其育有一兒 |
| 李影   |              | 朱綺雯之姑母 於一次探訪中告知朱綺雯其外婆因朱犯事而死的消息 |
| 孫佳君 | Madam Cheung | 懲教署獄警 因被揭於獄中徇私舞弊及濫用職權而被停職及遭起訴，其後罪成被判處入獄七年 |
| 莊鍶敏 | Madam Chong  | 懲教署獄警 |
| 陳美詩 | Madam Chan   | 懲教署獄警 |
| 朱庭萱 |              | 懲教署獄警 |
| 安希婷 |              | 獄中囚犯 戴艷群之手下 |
| 麥詠楠 |              | 獄中囚犯 越南幫老大 |

## 發行
2019年3月18日，該片在香港影展上發佈先導海報。

## 外部連結
- YouTube上的《女子監獄》香港版預告
- 女子監獄的Facebook專頁
- 香港影庫上《女子監獄》的資料（繁體中文）
- 豆瓣电影上《女子監獄》的資料 （简体中文）
- 互联网电影数据库（IMDb）上《女子監獄》的资料（英文）